# Instruments de musique de Grèce

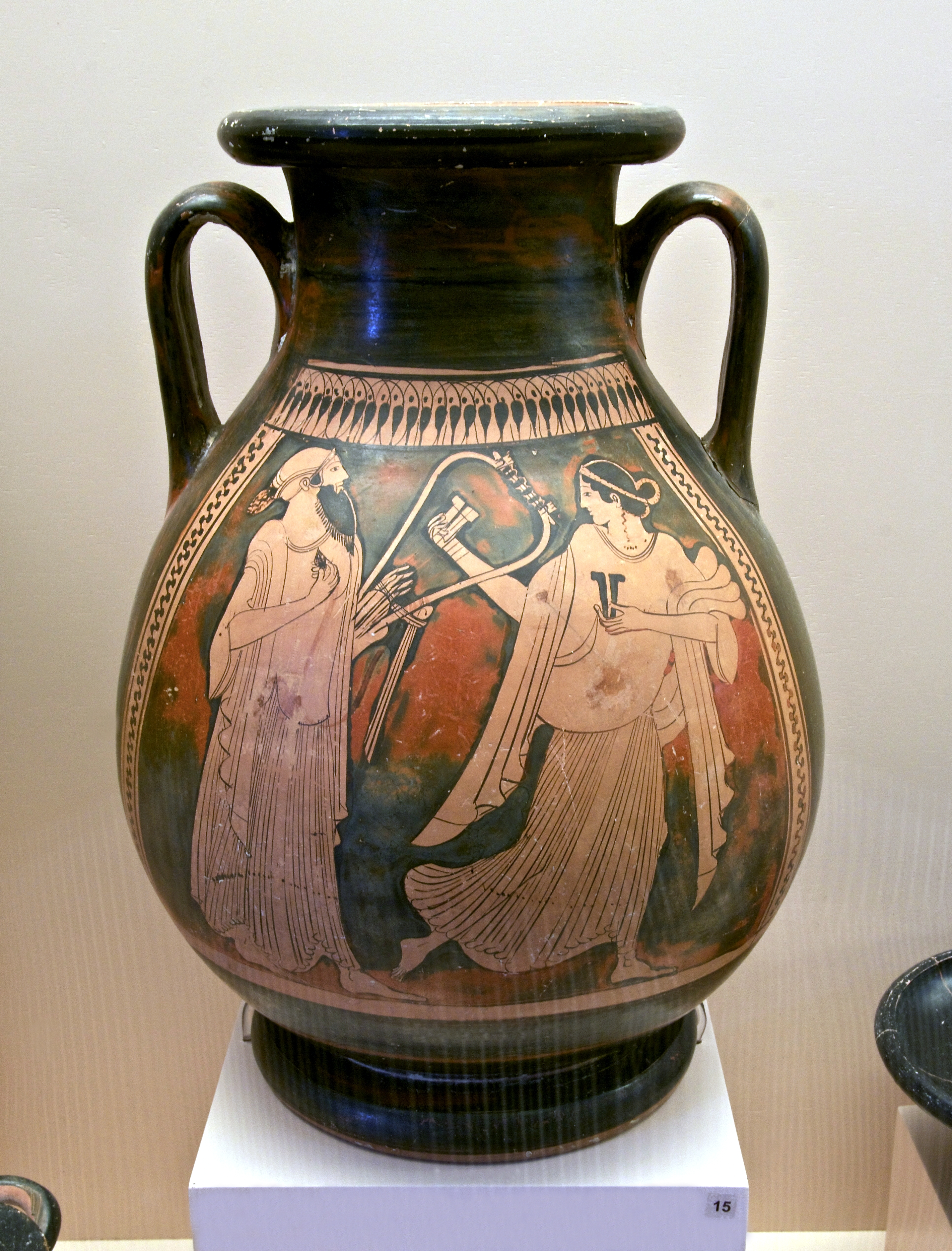
Scène de l'au-delà : une femme joue des claquettes, conduisant un homme qui joue de la lyre barbitos. Pélikè attique rouge. Tombe d'un enfant, entre 475 et 450 av. J.-C., musée archéologique de Rhodes.

## Instruments de musique de la Grèce antique

### Instruments à percussion
- Tambourin : Tambour sur cadre, pourvu ou non de cymbales.
- Rhoptron (en) (ῥόπτρον) : selon Plutarque, un tambour bourdonnant, utilisé dans la musique militaire parthe pour produire un son effrayant, ressemblant à un mélange de bruits d'animaux et d'éclairs.
- Sistre : instrument à percussion, que l'on secoue de la main ;
- Crotales : instrument à percussion, constitué de batteries de disques en bronze ;
- Cymbalum : instrument à percussion, constitué de clochettes ou de cymbales.

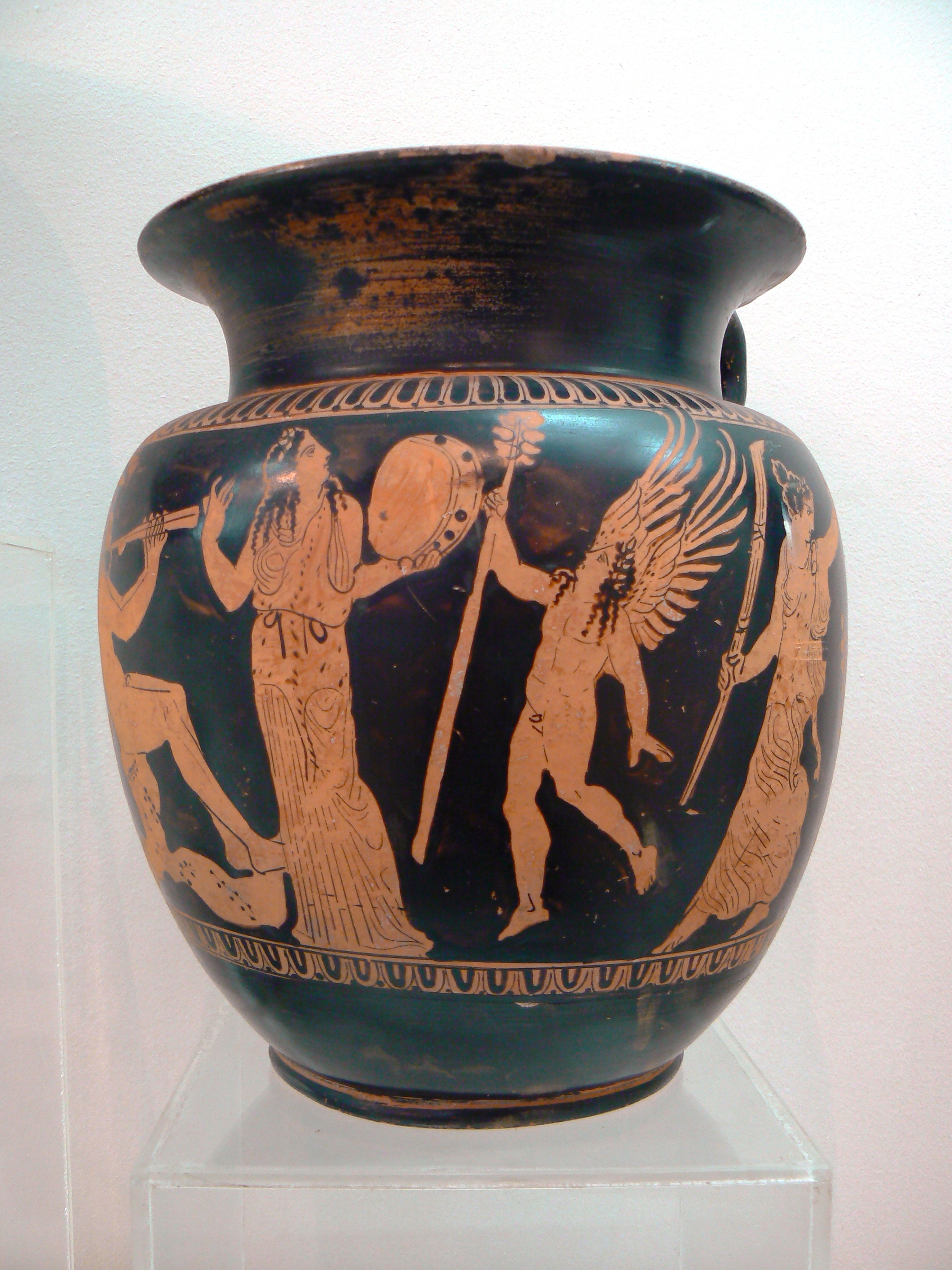
Jeune fille jouant du tambourin. Vase grec à figures rouges. Musée archéologique de Bourgas.
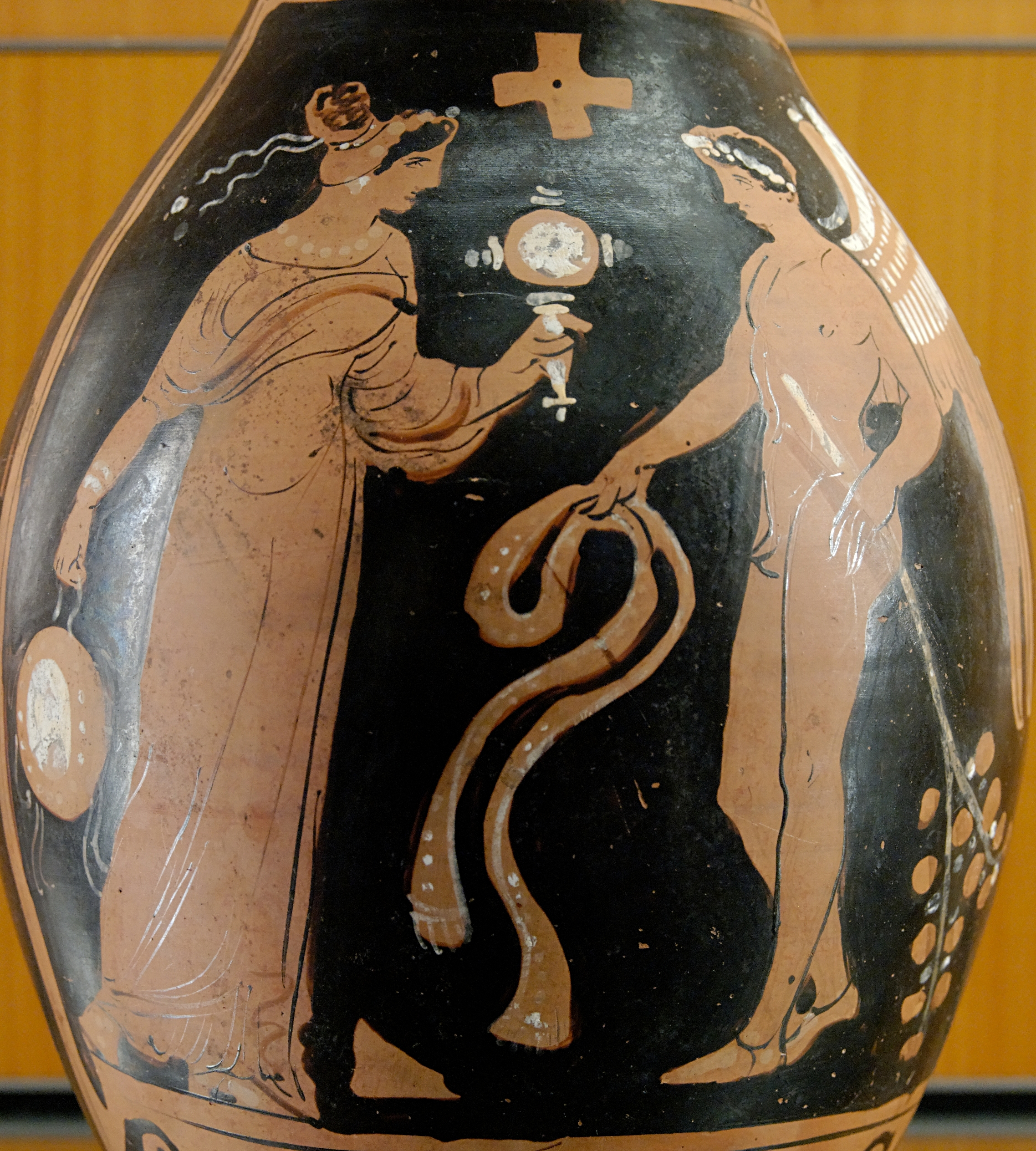
Femme tenant un miroir et un tambourin. Œnochoé à figures rouges. Grande-Grèce, vers 320 av. J.-C.
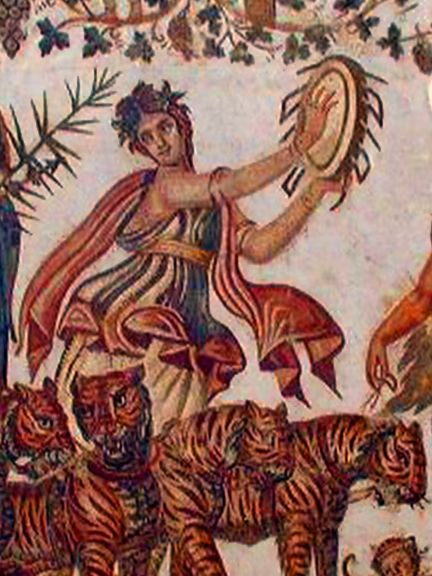
Ménade jouant du tympanum. Détail du Triomphe de Dionysos. Mosaïque romaine. Tunisie, IIIe siècle apr. J.-C.

### Instruments à cordes
- Lyre (terme générique) ;

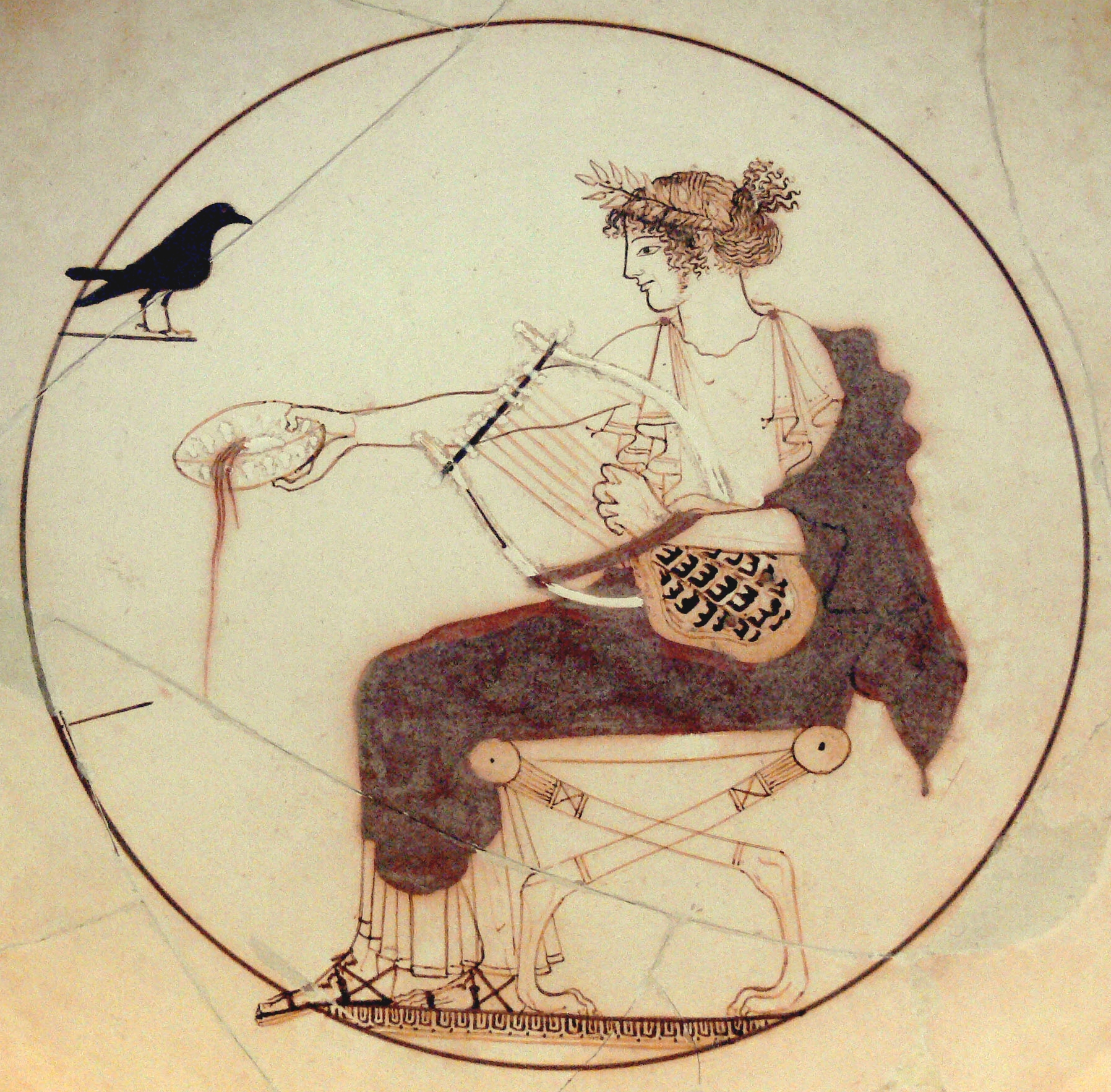
Apollon tenant une cithare. Kylix attique à fond blanc, vers 460 av. J.-C. Musée archéologique de Delphes, Inv. 8140.

- Phorminx (φόρμιγξ) : instrument à cordes, ancêtre de la lyre, qui accompagnait le chant des aèdes.
- Barbitos : une lyre à longues et grosses cordes ;
- Chélys (en) : une lyre à caisse de résonance en carapace de tortue ;
- Cithare : sorte de lyre perfectionnée, avec de nombreuses cordes ;
- Kanôn (κανών) : grande cithare à table d'harmonie trapézoïdale, qui correspond au qanûn arabe, au son mélodramatique.
- Psaltérion : cithare de petite taille, trapézoïdale, qui se joue sur la poitrine ou sur les genoux ;
- Pandoura : luth à manche moyen ou long, avec une petite chambre de résonance ;
- Harpe (terme générique)
- Épigonion (en) (ἐπιγόνιον) : sorte de harpe comportant plusieurs dizaines de cordes ;
- Sambuca (en) ou Trigonon (en) : le trigonon (τρίγωνον, « triangle ») est une petite harpe triangulaire, variété de la sambuca   (σαμϐύκη).

### Instruments à vent
- Aulos : instrument à anche simple ou double, plus proche de la clarinette ou du hautbois que de la flûte ;
- Syrinx : une flûte de Pan en roseau ;
- Salpinx (σάλπιγξ) : instrument d'usage militaire, sorte de longue trompette droite à perce cylindrique ;
- Orgue hydraulique ou hydraulis.

- Plat de Mildenhall, IVe siècle apr. J.-C.

Plat de Mildenhall,
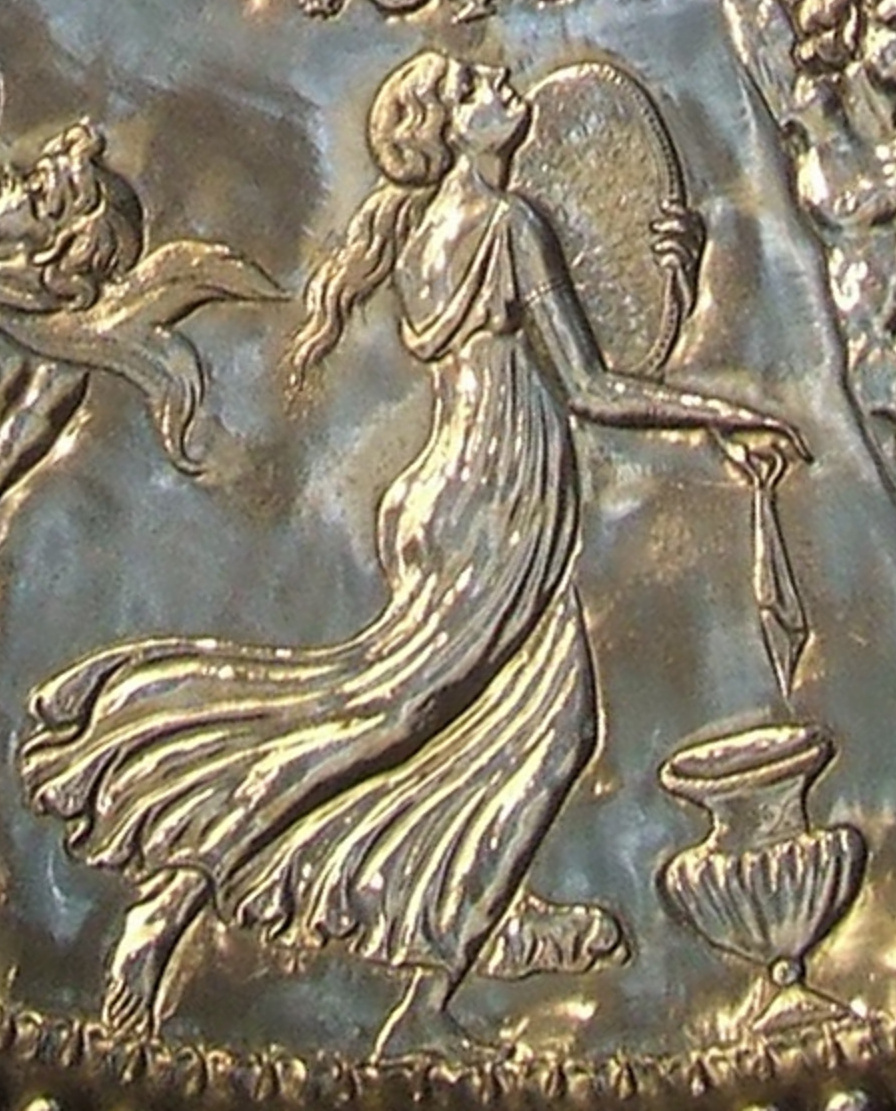
Tambour sur cadre. Grand plat de de Mildenhall, British Museum.
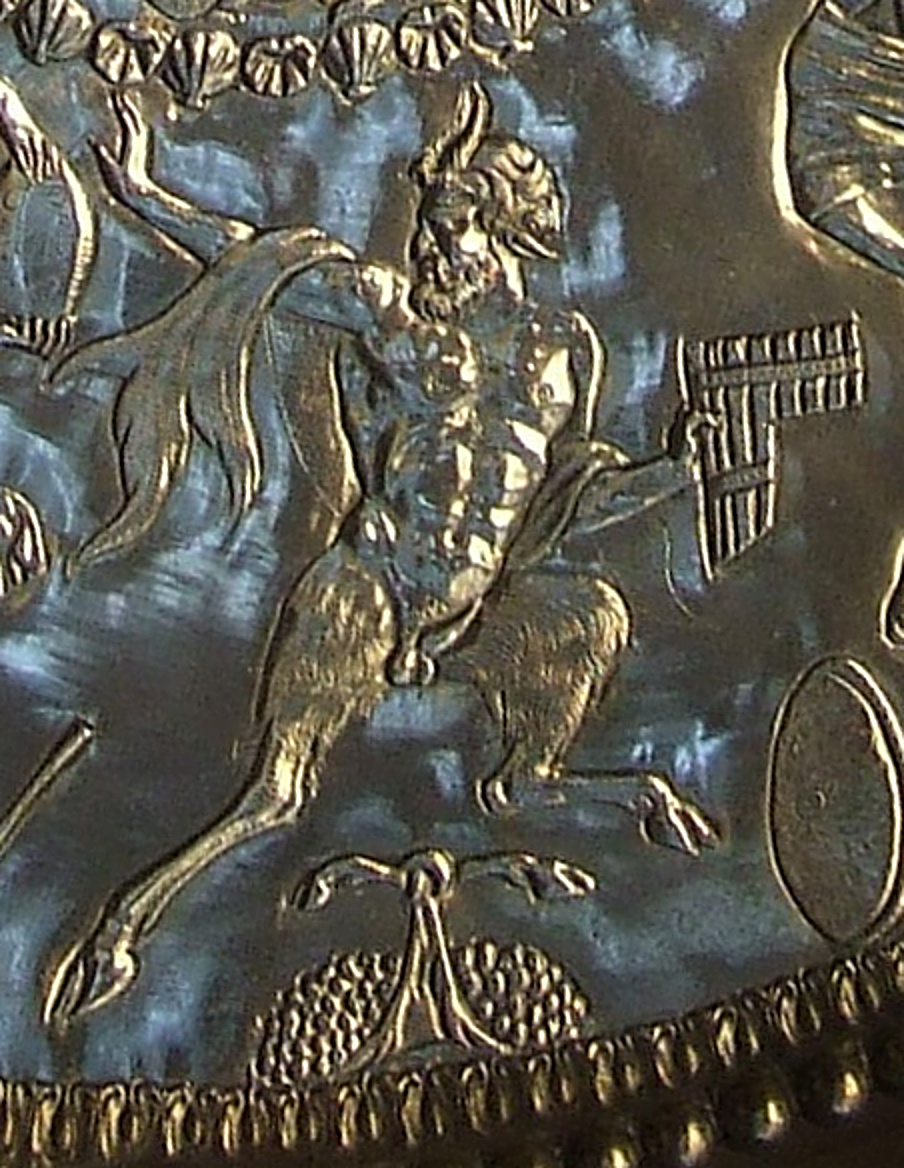
Satyre avec flûte de pan. Plat de de Mildenhall.
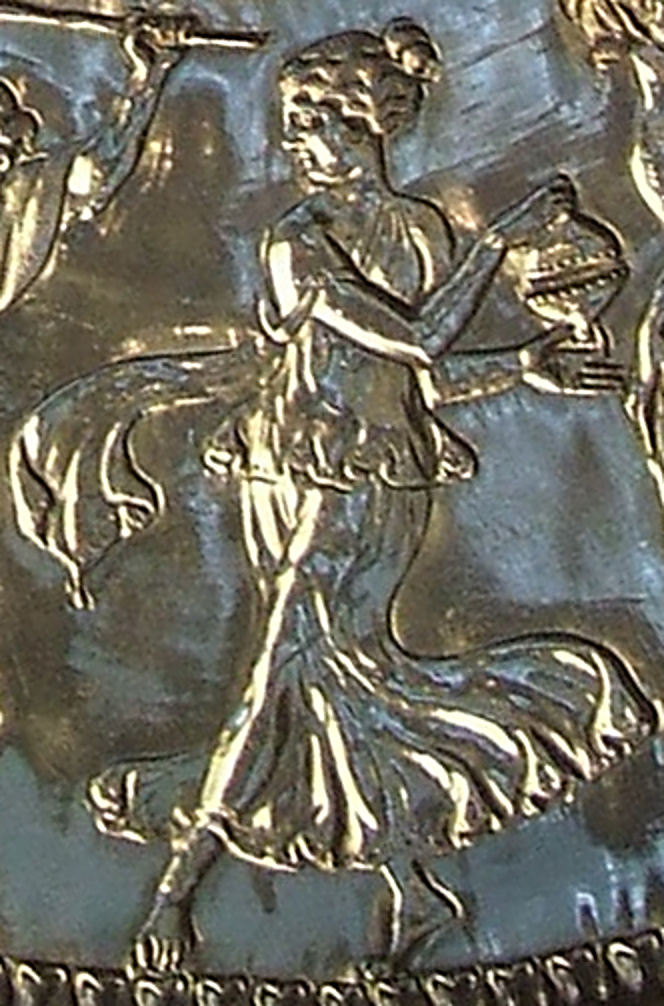
Danseuse au cymbalum. Plat de de Mildenhall.
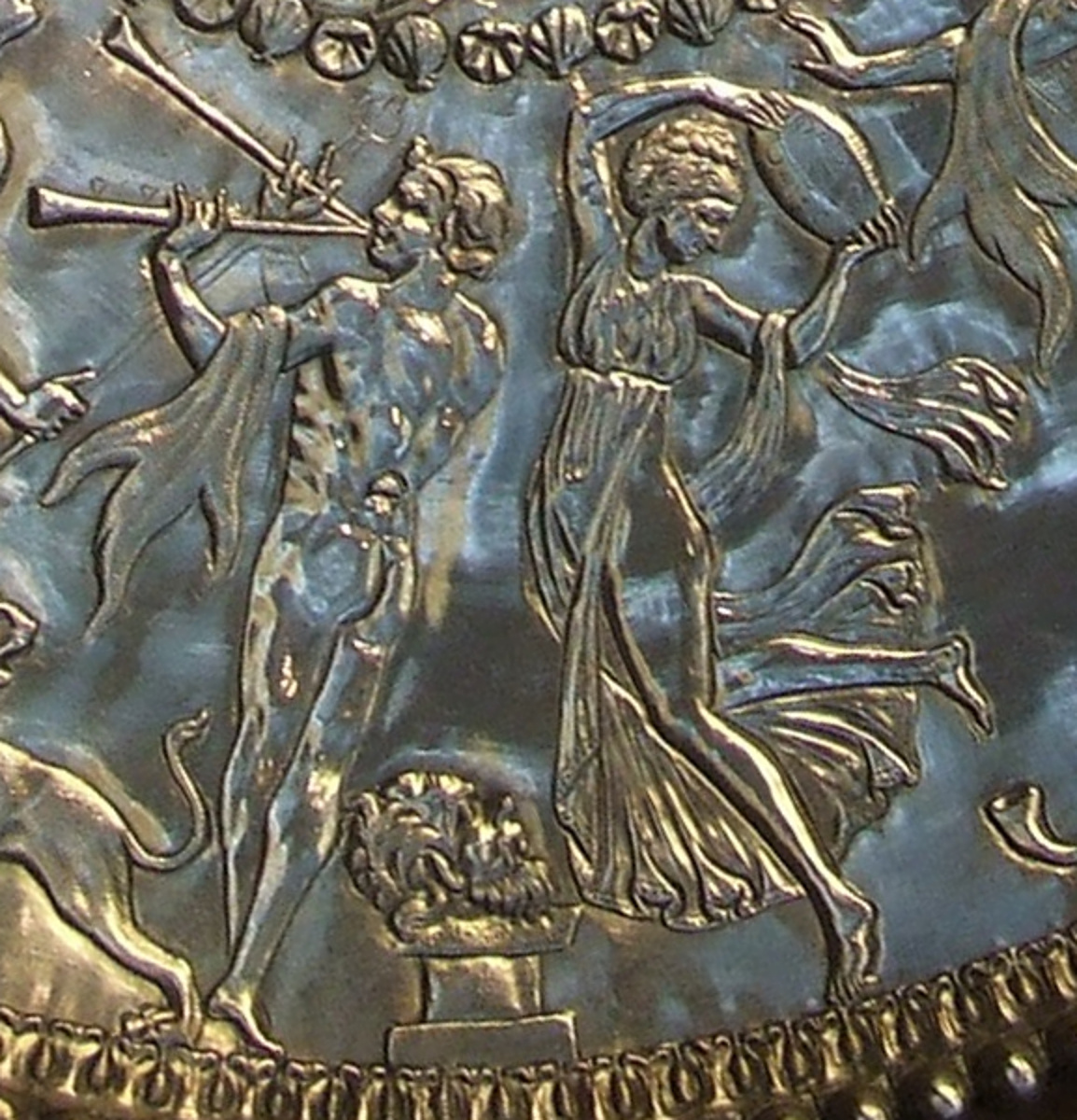
Aulos et tambourin. Plat de Mildenhall. Art romain, IVe siècle apr. J.-C..

## Instruments de musique populaires grecs

### Instruments à cordes
- Baglama (en grec : μπαγλαμάς / baglamás, qui vient du turc : bağlama) : instrument de musique grec à cordes pincées sorte de bouzouki trichordo miniature ;
- Bouzouki  (en grec : μπουζούκι / bouzoúki) : instrument de musique répandu en Grèce, souvent considéré comme l'instrument « national » depuis le milieu du xxe siècle. C'est un luth à manche long fretté, de la famille du tambur, très proche du tambur bulgare ou serbe ;
- Kanonaki (voir Qanûn) : instrument à cordes pincées de la famille des cithares sur table, ancêtre du psaltérion ;
- Laouto (λαούτο ou λαγούτο), sorte de luth ;
- Lyra (grec : λύρα) : famille d'instruments à cordes frottées, sortes de vièles rustiques ;
- Outi ou oud (grec ούτι / oúti) : instrument à cordes pincées très répandu dans les pays arabes, en Arménie, Grèce, Azerbaïdjan , Turquie. Son nom vient de l'arabe al-oud (signifiant « le bois »), terme transformé en Europe en laute, alaude, laud, liuto, luth ;
- Santouri ou santour : instrument iranien, diffusé dans tout le Proche-Orient, appartenant à la famille des cithares sur table. Instrument à cordes frappées, comme le cymbalum ou le piano apparus plus tard.